# Shahin Shahablou
Shahin Shahablou (27 de enero de 1964 - 15 de abril de 2020) fue un fotógrafo iraní. 

## Biografía
Fue criado en Teherán. Su amor por la fotografía le llevó a una licenciatura y luego a una maestría en el tema de la Universidad de Teherán. Enseñó fotografía, disfrutó de exposiciones individuales en Irán e India, se convirtió en reportero gráfico y miembro de la junta directiva de la Asociación Iraní de Fotoperiodistas. 
En 2011 huyó de Irán, donde había sido encarcelado como preso político, a Gran Bretaña, donde obtuvo el estatus de refugiado. Allí fue conocido por capturar en foto sujetos LGBT. También trabajó como fotógrafo para Amnistía Internacional Junto a la fotografía, trabajaba en un supermercado.

## Muerte
Shahablou murió de COVID-19 causado por el virus del SARS-CoV-2 durante la pandemia de enfermedad por coronavirus, de 56 años, el 15 de abril de 2020.